# Пунтленд
Пунтленд (сомал. Puntland, араб. أرض البنط‎) — автономный район в восточной части Сомали, включающий территории девяти её северо-восточных провинций. Объявил о своём суверенитете (точнее, провозгласил себя «автономным государством» в качестве «Автономного Района Пунтленд») 12 августа 1998, в соответствии с Конституцией 2001 г. получил официальное название «Сомалийское Государство Пунтленд», позже в результате соглашений 2003—2004 гг. в Найроби (Кения) и Переходной Федеральной Хартией (Конституцией) Республики Сомали, официально признан автономным районом в составе федеративного Сомали. Столица — Гароуэ, всего в государстве приблизительно 3,5 млн жителей (переписей не проводилось). Названо в честь древней земли Пунт, с которой торговали египетские фараоны. 30 марта 2024 года Пунтленд объявил о своей автономии и отозвал признание Временного федерального правительства Сомали.

## История. Политический режим
В отличие от другого непризнанного государства, возникшего после коллапса сомалийской государственности в 1991 — Сомалиленда — Пунтленд не стремился к полной независимости. Нынешнее правительство видело Пунтленд частью федеративного сомалийского государства.
После провозглашения автономии в 1998 году страна находилась в постоянном конфликте с Сомалилендом по поводу территорий Санааг и Сул, известных своими месторождениями нефти. Постоянно возникали вооружённые столкновения. В 2007 году на территории Санааг было провозглашено независимое государство Маахир, которое Пунтленд смог покорить в январе 2009. Позднее возникло буферное государство Хатумо на части территорий провинций Айн, Санааг и Сул, которое поддерживается Пунтлендом, однако территория которого в значительной мере занята Сомалилендом (см. подробно Пунтленд-сомалилендский конфликт).
23 июля 1998 Абдуллахи Юсуф Ахмед стал первым президентом Пунтленда, он занимал этот пост до 1 июля 2001.
1 июля 2001 в Пунтленде произошёл переворот, но в 2002 Абдуллахи Юсуф Ахмед организовал свой переворот и вернул себе этот пост, а в октябре 2004 он смог стать президентом Сомали, и через некоторое время смог занять Могадишо.
Пунтленд считается основным центром сомалийского пиратства, хотя, вместе с тем, выступает за единство Сомали.
В январе 2014 года в Пунтленде прошли президентские выборы, 5-м президентом Пунтленда стал Абдивели Мохаммед Али, бывший в 2011—2012 годах премьер-министром Сомали.
31 марта 2024 года Пунтленд объявил о своей автономии и отозвал признание федерального правительства Сомали. В заявлении, выпущенном администрацией, говорится, что  Пунтленд будет действовать независимо от федерального правительства и самостоятельно сотрудничать с международным сообществом, преследуя свои интересы, пока власти Могадишо не пересмотрят свою работу над конституцией, и не учтут мнение Путленда по вносимым в нее изменениям.

## Административное деление
Согласно третьей статье Федеральной структуры Сомали, утверждённой 1 августа 2012 года, Пунтленд официально состоит из 9 регионов (см.карту). Фактически часть территории является спорной, часть находится на территории буферного государства Хатумо, часть занято Сомалилендом, продолжаются столкновения c Галмудугом по поводу Галькайо.
| Пунтленд          | Регионы  | Столицы | Округа |
| ----------------- | -------- | ------- | ------ |
|                   |          |         |        |
| Айн               | Буходле  | 3       |        |
| Алула (Гвардафуй) | Алула    | 3       |        |
| Бари              | Босасо   | 5       |        |
| Каркар            | Кардо    | 5       |        |
| Хайлан            | Дахар    | 3       |        |
| Мудуг             | Галькайо | 3       |        |
| Нугаль            | Гароуэ   | 5       |        |
| Санаг             | Эригабо  | 4       |        |
| Соль              | Ласъанод | 4       |        |

### Карты

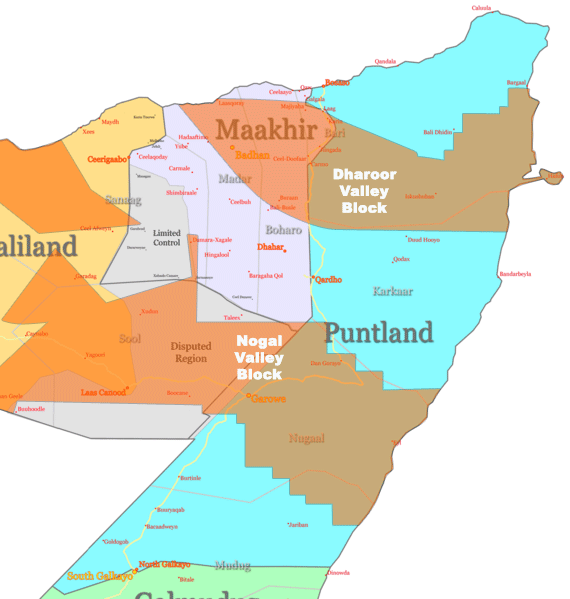
Месторождения нефти в Пунтленде
Фактические границы